# 모건 웨이저
모건 와이저(Morgan Weisser, 1971년 5월 12일 ~ )는 미국의 배우이다.
베니스에서 태어났다.

## 출연 작품
- 불렛페이스 (2010년)
- A Burning Passion: The Margaret Mitchell Story (1994)
- 그린 앤 레드 러브 (1992년)
- 롤러보이즈 (1990년)

### 텔레비전
- NCIS 시즌2 (2004년) - 빈센트 한란 역
- 스페이스 2063 (1995년)